# 星活性
星活性（star activity），也称star活性，是一些限制性内切酶在特定条件下，在非原识别序列切割DNA的现象。星活性出现的频率与限制性内切酶、底物DNA和反应条件有关。在DNA重组时，星活性将导致在DNA切割反应中出现非特异性DNA片段，从而对DNA的连接与重组造成一定影响。一般通过降低反应系统中的甘油含量、调控pH值、使用高盐浓度等方法尽量排除产生星活性的条件。